# Philippe Spinelli
Pour les articles homonymes, voir Spinelli.
Philippe Spinelli est un rameur français né le 15 mai 1956.

## Biographie
Philippe Spinelli est médaillé d'argent en huit poids légers aux Championnats du monde d'aviron 1991 à Vienne. 